# 佐ノ山部屋
佐ノ山部屋（さのやまべや）は、かつて存在した相撲部屋。

## 沿革
初代佐野山條助が幕内宮城野丈助を育てた。引退後2代目となった宮城野は、関脇御所車今右エ門、関脇宮城野錦之助らを育て死去。3代栗谷川治良吉が跡を継いだ。
出羽海部屋の幕内鴻ヶ峰庄兵衞は文化元年（1806年）3月に二枚鑑札で襲名し部屋を興すも文化10年（1815年）頃死去か?。所属力士は秀ノ山部屋へ移った。
弘化3年（1846年）11月から宮城野部屋の元幕下総ヶ関荒五郎が襲名して部屋を興すが、弟子の大成を見ずに死去した。所属力士は桐山部屋へ移籍した。
桐山部屋に移籍していた佐野山は安政6年（1859年）1月より二枚鑑札で襲名。引退後幕内音羽山市平を育てた。明治33年（1900年）9月の死去前に谷ノ川安藏が入幕を果たしたが、死去後桐山部屋へ移籍した。
その後高砂部屋の大関朝汐太郎が襲名し、高砂部屋から連れてきた幕内朝嵐（後の大関2代朝汐太郎）や十両朝見冨士（後の幕内朝響信親）を育てた。大正9年（1920年）8月に死去。朝見冨士らは高砂部屋に移籍した。
高砂部屋の元幕内朝響信親は昭和4年（1929年）9月限りで引退して10代目を襲名。昭和30年（1955年）3月部屋を再興した。しかし、昭和35年（1960年）2月に親方は死去し、弟子たちは高砂部屋に引き取られた。
その後、11代目を襲名した高砂部屋の元小結・國登國生が、十両に昇進したばかりの先代弟子だった栗家山恵三をつれて昭和36年（1961年）7月に部屋を再興。その後栗家山は幕内に昇進したが僅か3場所で陥落し、幕下中位まで下がった昭和39年（1964年）1月限りで廃業。彼の廃業とともに3月を最後に部屋を閉じ、親方は高砂部屋に戻った。